# Landung in der Jacquinotbucht
Arawe –
Dexterity/Kap Gloucester –
Talasea –
Jacquinotbucht –
Wide Bay–Open Bay 

Die Landung in der Jacquinotbucht war die amphibische Landung der australischen Streitkräfte in der Jacquinotbucht auf Neubritannien, in der heutigen East New Britain Province Papua-Neuguineas, während des Pazifikkriegs im Zweiten Weltkrieg. Die australische 5. Division unter Generalmajor Alan Ramsay löste die 40. US-Infanteriedivision ab, die für Operationen auf den Philippinen benötigt wurde.

## Vorgeschichte
Im Jahr 1943 befahl General Douglas MacArthur, der Oberbefehlshaber der alliierten Streitkräfte im Südwestpazifik, Southwest Pacific Area (SWPA), den Streitkräften, im Westen von Neubritannien zu landen und dort Landebahnen aufzubauen. Diese würden verwendet, um den Vormarsch der Alliierten entlang der Nordküste von Neuguinea zu unterstützen.
Nachdem zuvor einige Vorausteams zur Lageerkundung und zur Kontaktaufnahme mit der einheimischen Bevölkerung ausgeschickt worden waren, begannen die Landungen im Rahmen der Operation Dexterity am 15. Dezember 1943 bei Arawe und am 25. Dezember bei Kap Gloucester. In der Folge zogen sich die Japaner in den Osten Neubritanniens zurück.

Im August 1944 wurde ein amerikanisches Regimentskampfteam im Gebiet um Talasea und dem Kap Hoskins an der Nordküste, eine Bataillonsgruppe in Arawe im Süden und der Rest der 40. Division um Kap Gloucester herum, am westlichen Ende Neubritanniens stationiert.

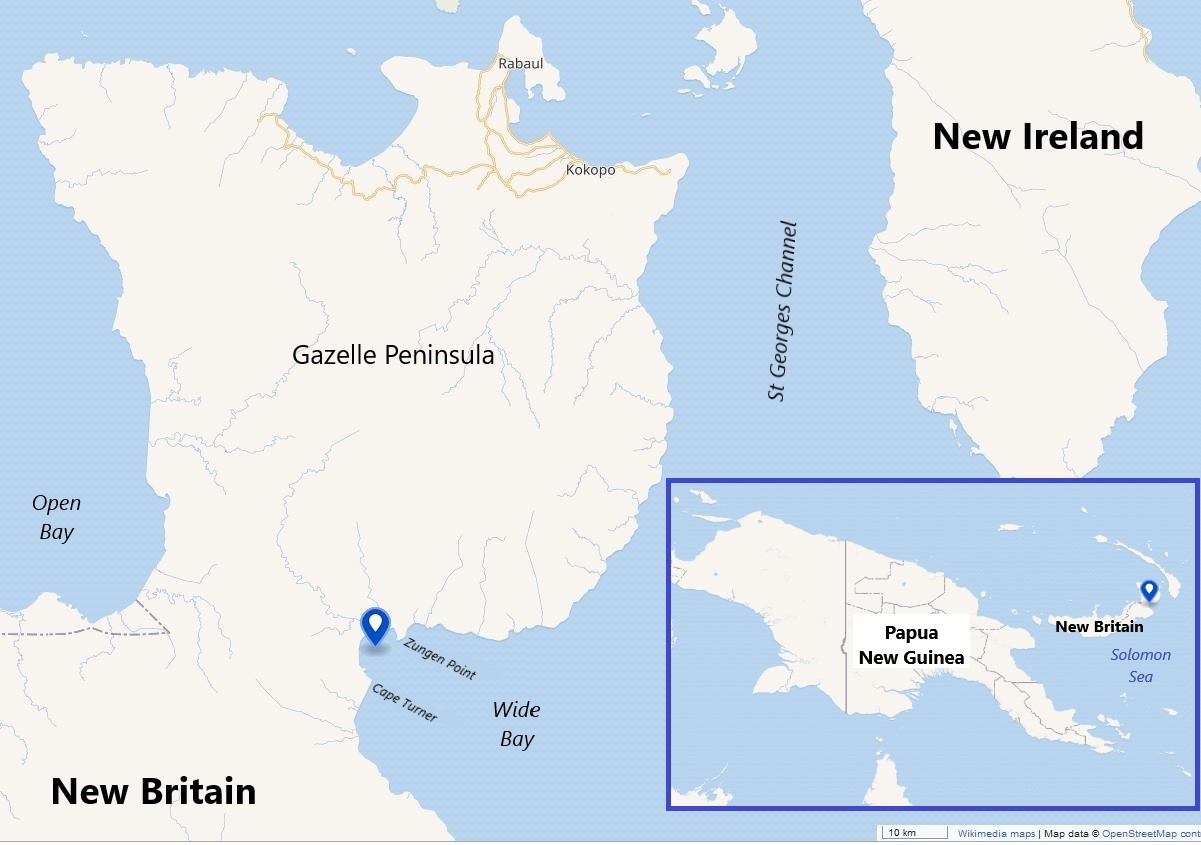
Gazelle-Halbinsel mit der Wide-Bay im Südosten

Der Hauptteil der japanischen Armee auf Neubritannien, von der damals angenommen wurde, dass sie etwa 38.000 Mann zählen würde (tatsächlich etwa 93.000), war auf der Gazelle-Halbinsel konzentriert, aber weiter westlich unterhielten sie einige Küstenbeobachtungsstationen. Rabaul, ganz im Osten der Insel gelegen, war der japanische Hauptstützpunkt im Südwestpazifik und Hauptquartier der 8. Regionalarmee von General Imamura Hitoshi. Der Stützpunkt war weitgehend isoliert und so waren viele der japanischen Marine- und Armeetruppen im Gartenbau und Fischfang beschäftigt.
Im mittleren Bereich – etwa ein Drittel der Insel – waren vom Allied Intelligence Bureau (A.I.B.) geleitete Feldtruppen unterwegs, die Informationen sammelten, den Eingeborenen halfen und so ihre Unterstützung gewannen. Zudem bedrängten sie die Japaner, entweder durch direkte Angriffe oder durch die Anforderung von Luftangriffen.

## Planung und Vorbereitung
Als die Ablösung der 40. amerikanischen Division durch die 5. australische Division in Planung war, wurde angenommen, dass die japanischen Streitkräfte auf der Insel die 17. und 38. Division, kleine Abteilungen der 51. und 6. Division, die 65. Brigade, etwa 22.000 Stützpunkte und Kommunikationstruppen umfasste. Dazu kamen 2.500 Seeleute.

Für die Ablösung war eine Basis näher an Rabaul wünschenswert. Die New Guinea Force beschloss, die australische Hauptbasis in Talasea oder, noch besser, in der Jacquinotbucht zu errichten.
Anfang September 1944 waren die letzten japanischen Nachzügler an der Südküste westlich der Wide Bay getötet worden. Die Japaner hatten viele Berichte über eine starke australische Basis in der Jacquinotbucht gehört. Berichte, die von den Australiern verbreitet wurden, um sie davon abzubringen, nach Westen vorzudringen. Obwohl diese Basis noch nicht existierte, sollte sie bald Wirklichkeit werden, und vom 5. bis 7. September landete ein Aufklärungstrupp, darunter Offiziere der New Guinea Force und der 5. Division, die von der Korvette Kiama gebracht wurden und untersuchte das Gebiet. Sie fanden einen Standort, an dem ein Liberty-Schiffsanleger nur zehn Meter vor der Küste gebaut werden konnte, mit einem geschützten Ankerplatz, der groß genug für sechs Liberty-Schiffe war, und einen nahe gelegenen Standort für einen Flugplatz. So kamen sie zu dem Schluss, dass dies ein geeigneter Basisstandort sein würde.
Mit Unterstützung der heimischen Bevölkerung konnten sie etliche kleinere japanische Stellungen bei Milim, Waitavalo, Kamandran und anderen kleineren Orten ausheben. Ein japanischer Gegenangriff verpuffte bis zum 8. Oktober. Da in diesem Stadium die Landung der 5. Division in der Jacquinotbucht bald stattfinden sollte, wurde ein Zug zur Überwachung der Jacquinot- und Waterfallbucht abgestellt. Ein weiterer Zug überwachte die Küste von Rondahl Harbour bis Kap Cormoran und Abschnitte der Binnenstraßen.
Die Royal Australian Navy unterstützte zu dieser Zeit die Truppen der 9. australischen Division bei den Kämpfen in Borneo, während andere Einheiten der australischen Marine die Männer der 5. und 6. Division bei Operationen gegen die Japaner in Neubritannien bzw. Neuguinea unterstützten. So führte die Sloop Swan zusammen mit der Fregatte Barcoo und dem Zerstörer Vendetta am 31. Oktober 1944 die Operation Battleaxe in Neubritannien unter dem operativen Kommando von Commander J. C. Morrow durch, als sie Ziele in der Wide Bay bombardierten.

### Luftraumüberwachung
In der zweiten Oktoberhälfte und in der ersten Novemberwoche tauchten wieder einige japanische Flugzeuge im Bismarck-Archipel auf. So wurden mehrere Radarkontakte mit nicht identifizierten Flugzeugen hergestellt, und auf den Flugplätzen von Rabaul wurden einige offensichtlich brauchbare Maschinen gesichtet, die von den Japanern wieder in Betrieb gesetzt worden waren. Am 3. November wurde ein feindliches Wasserflugzeug von PT-Schnellbooten vor Neuirland gesehen und identifiziert. Am 9. November stellte das alliierte Kommando überrascht und beunruhigt fest, dass die Japaner immer noch zu offensiven Luftoperationen fähig waren, als es zu einem Angriff auf die Los-Negros-Insel kam.

## Die Landung
Am 4. November fuhren die Vendetta, die Barcoo und die Swan mit zwei Handelsschiffen mit dem 14./32. Bataillon und einem Teil des 1. Neuguinea-Infanteriebataillons in die Jacquinotbucht ein. Die Truppen landeten dort ohne jegliche Gegenwehr. Zwei Tage später bombardierten die Kriegsschiffe vermutete japanische Stellungen östlich in der Wide Bay, nachdem sie zuvor die Landungstruppen abdeckten.

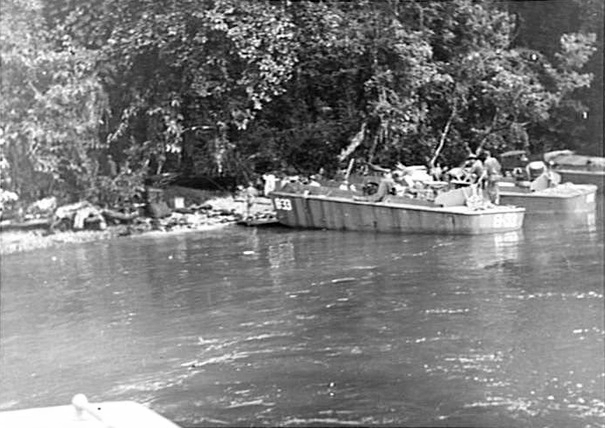
Landungsboote am ersten Brückenkopf in der Jacquinotbucht

Am 10. November hatte die A.I.B. dem ankommenden Kommandanten eine umfassende Einschätzung über den Charakter und die Taktik der Japaner auf Neubritannien gegeben. Es schien, dass sie etwa zehn Tage brauchten, um Pläne zu schmieden und Truppen als Reaktion auf die neue Machtverteilung zu versammeln. So waren sie mit weniger als 200 Soldaten südlich von Waitavalo vorgerückt und mit einem hohen Anteil an Mörsern ausgerüstet. Darin sahen sie wohl die beste Möglichkeit Guerillatruppen zu bekämpfen. Sie rückten im Allgemeinen entlang der Gleise vor und es bestand Aussicht sie dort zu überfallen. Stieße eine japanische Patrouille auf ein verlassenes A.I.B. Lager würde es zur Basis Waitavalo zurückkehren und dort Scheinerfolge vermelden.

### Kommandoübernahme durch die Australier
General Alan Ramsay übernahm am 27. November das Kommando über die Truppen auf Neubritannien. General Vernon Sturdee, der am 2. Oktober das Kommando über alle Neuguinea-Operationen übernommen hatte, wies ihn an keine größeren Offensivoperationen durchzuführen, da die Informationen über den Feind auf Neubritannien widersprüchlich und unvollständig seien. Daher solle er abwarten, bis weitere Informationen verfügbar seien. Nur Aufklärungen und kleinere Vorstöße wären möglich. Die Aufgaben der Division bestanden insbesondere in der Verteidigung der Stützpunkte.

### Der Vorstoß im Norden
In der ersten Novemberhälfte nahmen jedoch die japanischen Aktivitäten südlich der Open Bay zu, und japanische Patrouillen waren zum Fluss Pandi zurückgekehrt. Starke japanische Kräfte sammelten sich bei Baia und Ea Ea. Dort wurde vor der Küste auch ein U-Boot gesichtet. Als die Japaner am 22. November Ulamona erreichten und den dortigen Stützpunkt bedrohten, wurde die Grenze der Patrouillen des 36. Bataillons sofort auf den Fluss Balima ausgedehnt, damit es Hilfe leisten konnte, und eine Kompanie wurde am 23. November auf die Bialla-Plantage verlegt und begann mit Vorwärtpatrouillen. Am 6. Dezember wurde eine weitere Kompanie nach Bialla verlegt und die beiden patrouillierten entlang der Küste und landeinwärts entlang des Balima. In der Nacht des 1. Januar feuerte eine Patrouille zwischen Kap Koas und Gulagula auf ein U-Boot. Am nächsten Tag stellte eine weitere Patrouille fest, dass sich die Japaner unter dem neuen Druck zurückgezogen hatten und das Gebiet Ea Ea-Pandi-Matatoga-Ulamona frei von ihnen war.

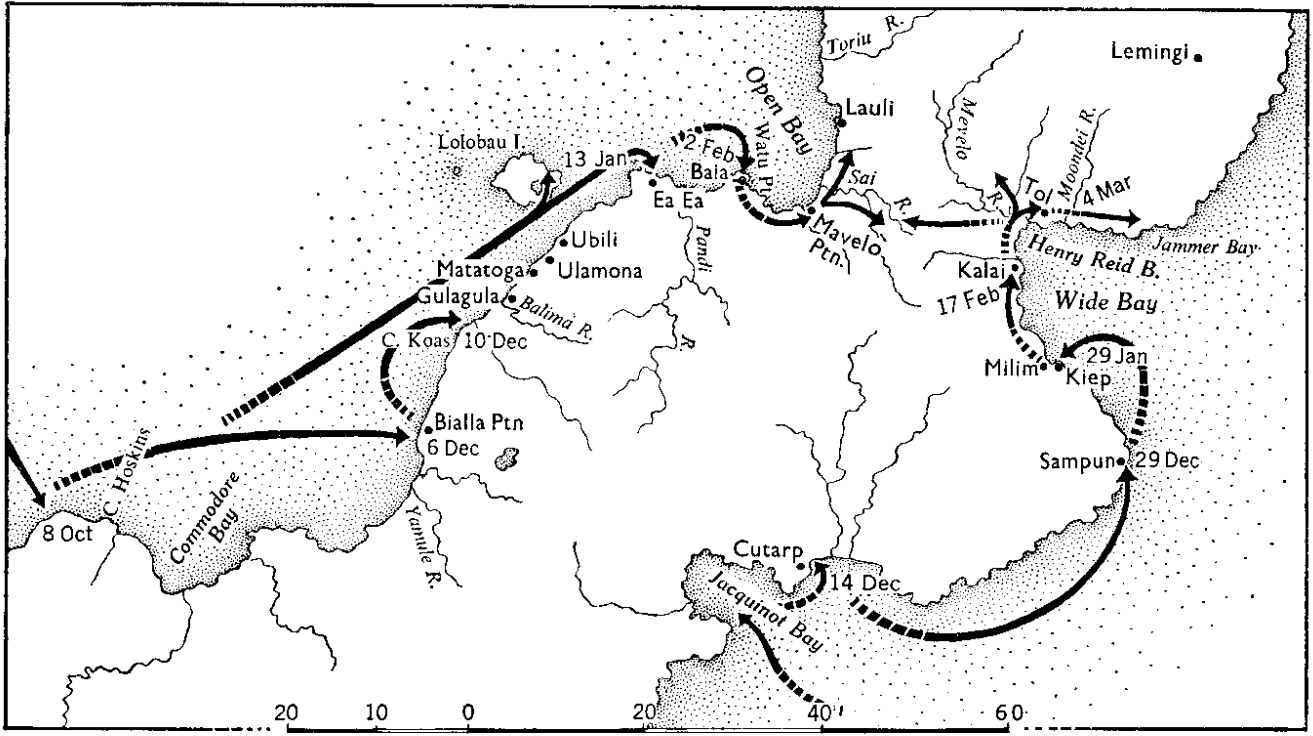
Australische Vorstöße bis zur Wide Bay und Open Bay

General Ramsay beschloss aufgrund dieses plötzlichen Rückzugs und der Schwierigkeit Lastkähne in Bialla zu stranden, dem 36. Bataillon zu erlauben nach Ea Ea vorzudringen, dem nächstgelegenen geschützten Strand von Bialla, der im Osten vom Fluss Pandi und acht Kilometer Sumpf bedeckt war. So sollte verhindert werden, dass die Japaner von der Halbinsel nach Westen vordringen. Ein schweres Gefecht sollte allerdings vermieden werden. So landete am 13. Januar eine Kompanie des 36. Bataillons bei Ea Ea und eine Kompanie des 1. Neuguinea-Infanteriebataillons auf der Insel Lolobau, beide ohne Gegenwehr.

### Der Vorstoß im Süden
Am 27. und 28. Dezember landeten zwei Kompanien des 14./32. Bataillons und ein Zug des 1. Neuguinea-Bataillons in Sampun. Die Vorhut der Truppe näherte sich kurz darauf der japanischen Konzentration am nördlichen Ende der Henry-Reid-Bucht im Norden der Wide-Bay. Am 7. Januar wies Ramsay Brigadegeneral Raymond Sandover an, die kompletten Einheiten in Sampun zu konzentrieren und am 21. Januar einen neuen Stützpunkt in Milim zu errichten. Dort sollten Übergänge über den Ip-Fluss gesichert und in Richtung der Henry-Reid-Bucht patrouilliert werden. Sandover wurde am 23. Januar vorgewarnt, dass er den Rest der Brigade bald in das Kiep-Milim-Gebiet verlegen sollte. Dieser Vormarsch wurde am 26. Januar begonnen und am 11. Februar abgeschlossen.

### Weiteres Vorrücken im Norden
An der Nordküste hatten sich Patrouillen von der neuen Basis bei Ea Ea aus weiter nach vorn getastet. Bis zum 27. Januar trafen sie aber auf keine japanischen Truppen. Dann feuerte ein Zug einheimischer Soldaten auf eine Patrouille japanischer und einheimischer Truppen in der Nähe der Mavelo-Plantage und schlug sie in die Flucht. Zwei Tage darauf griffen 20 bis 30 Japaner einen Außenposten des 36. Bataillons in der Nähe von Baia an und zogen sich wieder zurück. Es folgten eine Reihe kleinerer Zusammenstöße, die anschließend in einem heftigen Kampf zwischen einer großen japanischen Gruppe einerseits und zwei Zügen aus Neuguinea und einem Zug des 36. Bataillons andererseits gipfelten. Zwar konnten den Japanern Verluste zugefügt werden, doch auf Grund des starken Mörserfeuers zogen sich die Australier schrittweise nach Baia zurück.
Am 9. Februar trafen zwei Züge nördlich des Flusses Mavelo auf eine feindliche Patrouille und zogen sich zurück, nachdem sie bei ihnen einige Verluste verursacht hatten. Da jetzt die Stärke der japanischen Patrouillen zunahm wurde beschlossen, die eigenen Patrouillen in einer Kompaniestärke einzusetzen. Eine solche Patrouille wurde von 70 bis 80 Japanern angegriffen, als sie versuchte, den Fluss Sai zu überqueren. Die japanische Einheit konnte allerdings zurückgeschlagen wurden. Eine zweite Kompanie überquerte den Sai weiter landeinwärts und umkreiste die Küste, um dort eine japanische Gruppe in die Flucht zu schlagen. Nach etlichen weiteren Scharmützeln gelang es den Australiern eine Linie am Fluss Mavelo zu etablieren. Es war offensichtlich, dass die starken Patrouillen der Japaner von Januar bis März den australischen Vormarsch verzögern sollten, bis sie selbst bereit waren zurückzuschlagen. Flugzeuge griffen die japanischen Stellungen an und am 17. März wurden sie von der Schaluppe Swan bombardiert. Am 7. April fanden Patrouillen des A.I.B. die Verteidigungsstellungen verlassen vor und es schien, als hätten sich die Japaner zum Fluss Toriu zurückgezogen.

## Nach der Landung
Anfang Februar 1945 wurde in der Jaquinotbucht eine Abteilung der 1. Airfield Construction Squadron der RAAF stationiert, um mit dem Bau eines Flugplatzes zu beginnen. Andere RAAF-Einheiten zogen in den nächsten zwei Monaten ein. Es war beabsichtigt, dass der 79. Geschwader der RAAF unter dem Kommando von John Peter Ryland dort stationiert werden sollte, um den letzten Angriff auf Rabaul zu unterstützen und eine Reihe von Hilfseinheiten des Geschwaders wurden zusätzlich im März und April dort stationiert.

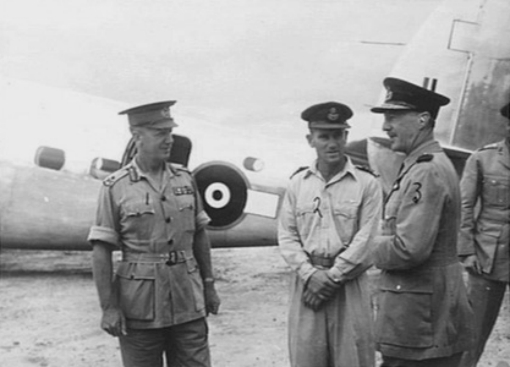
Der Generalgouverneur von Neuseeland, Marschall der Royal Air Force, Sir Cyril L. N. Newall (rechts) auf der Landebahn in der Jacquinotbucht am 16. Juni 1945

Bis Februar 1945 befanden sich australische Einheiten in der Open Bay an der Nordküste und der Wide Bay im Süden, wobei Patrouillen zwischen den beiden über die Basis der Gazelle-Halbinsel operierten, auf die sich alle japanischen Streitkräfte auf der Insel zurückgezogen hatten.
Am 10. März 1945 landete die australische Armee in der Wide Bay (siehe Schlacht um die Wide Bay und Open Bay)
Einheiten der Royal New Zealand Air Force wurden im Mai in der Jacquinotbucht stationiert. Am 18. Mai wurden vier Flugzeuge des 21. Geschwaders eingeflogen, um die Luftraumüberwachung zu übernehmen und am selben Tag traf eine Vorhut auf dem Luftweg ein, die das dortige Camp weiter ausbauen sollte.